# Anareolatae
Az Anareolatae a rovarok (Insecta) osztályának botsáskák (Phasmatodea) rendjébe, ezen belül a Verophasmatodea alrendjébe tartozó alrendág.

## Rendszerezés
Az alrendágba az alábbi öregcsalád és családok tartoznak (a lista hiányos):
- Phasmatoidea
  - Diapheromeridae
  - Valódi botsáskák (Phasmatidae)